# موریس گاسفیلد
موریس گاسفیلد (انگلیسی: Maurice Gosfield؛ ۲۸ ژانویهٔ ۱۹۱۳ – ۱۹ اکتبر ۱۹۶۴) صداپیشه، کمدین و بازیگر اهل ایالات متحده آمریکا بود. ور در جریان جنگ جهانی دوم در لشکر ۸ زرهی خدمت کرد.
از فیلم‌ها یا مجموعه‌های تلویزیونی که وی در آن‌ها نقش داشته است، می‌توان به تاپ کت اشاره نمود.